# هیلپرتون
هیلپرتون (به انگلیسی: Hilperton) یک روستا و محله مدنی در بریتانیا است که در Wiltshire واقع شده‌است. هیلپرتون ۴٬۹۶۷ نفر جمعیت دارد.